# Oscaruddelingen 1959
Oscaruddelingen 1959 var den 31. oscaruddeling, hvor de bedste film fra 1958 blev hædret af Academy of Motion Picture Arts and Sciences. Uddelingen blev afholdt 6. april på RKO Pantages Theatre i Los Angeles, USA. Uddelingens producer, Jerry Wald, begyndte at skærer ned på showet, for at sikre sig, at det ikke gik i overtid. Det endte med, at han skar så meget af, at showet var færdig 20 minutter før tid. Værten Jerry Lewis prøvede at fylde den overskydende tid, men NBC endte med at vise en genudsendelse af et sportsprogram.

## Priser
| Bedste Film | Bedste Instruktør |
| --- | --- |
| - Gigi - Kat på et varmt bliktag - Auntie Mame - Fra bord til bord - Lænken | - Vincente Minnelli – Gigi - Richard Brooks – Kat på et varmt bliktag - Robert Wise – Jeg vil leve! - Stanley Kramer – Lænken - Mark Robson – Sjette lykkes kro |
| Bedste Mandlige Hovedrolle | Bedste Kvindelige Hovedrolle |
| - David Niven – Fra bord til bord - Paul Newman – Kat på et varmt bliktag - Tony Curtis – Lænken - Sidney Poitier – Lænken - Spencer Tracy – Den gamle mand og havet | - Susan Hayward – Jeg vil leve! - Rosalind Russell – Auntie Mame - Elizabeth Taylor – Kat på et varmt bliktag - Deborah Kerr – Fra bord til bord - Shirley MacLaine – De kom løbende |
| Bedste Mandlige Birolle | Bedste Kvindelige Birolle |
| - Burl Ives – Det store land - Arthur Kennedy – De kom løbende - Gig Young – Teacher's Pet - Lee J. Cobb – Brødrene Karamazov - Theodore Bikel – Lænken | - Wendy Hiller – Fra bord til bord - Peggy Cass – Auntie Mame - Maureen Stapleton – Lonelyhearts - Martha Hyer – De kom løbende - Cara Williams – Lænken |
| Bedste Originale Manuskript | Bedste Filmatisering |
| - Lænken – Nedrick Young og Harold Jacob Smith - Skal du giftes far? – Melville Shavelson og Jack Rose - Teacher's Pet – Fay Kanin og Michael Kanin - Gudinden – Paddy Chayefsky - Stædige Jason – William Bowers og James Edward Grant | - Gigi – Alan Jay Lerner - Kat på et varmt bliktag – Richard Brooks og James Poe - Jeg vil leve! – Don Mankiewicz og Nelson Gidding - Fra bord til bord – John Gay og Terence Rattigan - Mesterværket – Alec Guinness |
| Bedste Udenlandske Film | |
| - Mon oncle ( Frankrig) - Helden ( Tyskland) - I soliti ignoti ( Italien) - Cesta duga godinu dana ( Jugoslavien) - La venganza ( Spanien) | |
| Bedste Dokumentar | Bedste Korte Dokumentar |
| - White Wilderness - Antarctic Crossing - The Hidden World - Psychiatric Nursing | - Ama Girls - Employees Only - Journey Into Spring - The Living Stone - Overture |
| Bedste Kortfilm | Bedste Korte Animationsfilm |
| - Grand Canyon - Journey Into Spring - The Kiss - Snows of Aorangi - T Is for Tumbleweed | - Knighty Knight Bugs - Paul Bunyan - Sidney's Family Tree |
| Bedste Drama- eller Komediemusik | Bedste Musicalmusik |
| - Den gamle mand og havet – Dimitri Tiomkin - Fra bord til bord – David Raksin - Det store land – Jerome Moross - De unge løver – Hugo Friedhofer - White Wilderness – Oliver Wallace | - Gigi – André Previn - Lola vælter byen – Ray Heindorf - Kadetter, kærlighed og karnival – Lionel Newman - South Pacific – Alfred Newman and Ken Darby - The Bolshoi Ballet – Yuri Faier og G. Rozhdestvensky |
| Bedste Sang | Bedste Lydoptagelse |
| - "Gigi" fra Gigi – Musik af Alan Jay Lerner; Tekst af Frederick Loewe - "A Certain Smile" fra Et usikkert smil – Musik af Sammy Fain; Tekst af Paul Francis Webster - "Almost In Your Arms (Love Song from Houseboat)" fra Skal du giftes far? – Musik og Tekst af Jay Livingston og Ray Evans - "A Very Precious Love" fra Leg med ilden – Musik af Sammy Fain; Tekst af Paul Francis Webster - "To Love and Be Loved" fra De kom løbende – Musik af James Van Heusen; Tekst af Sammy Cahn | - South Pacific – Fred Hynes, Todd-AO Sound Department - Først elske - siden dø – Leslie I. Carey, Universal-International Studio Sound Department - Jeg vil leve! – Gordon E. Sawyer, Samuel Goldwyn Studio Sound Department - De unge løver – Carlton W. Faulkner, Twentieth Century-Fox Studio Sound Department - En kvinde skygges – George Dutton, Paramount Studio Sound Department |
| Bedste Scenografi | Bedste Kostumer |
| - Gigi – William A. Horning, Preston Ames, Henry Grace og Keogh Gleason - Et usikkert smil – Lyle R. Wheeler, John DeCuir, Walter M. Scott og Paul S. Fox - Auntie Mame – Malcolm Bert, George James Hopkins - Heks med sex – Cary Odell og Louis Diage - En kvinde skygges – Hal Pereira, Henry Bumstead, Sam Comer og Frank McKelvy | - Gigi – Cecil Beaton - Et usikkert smil – Charles LeMaire og Mary Wills - Heks med sex – Jean Louis - De kom løbende – Walter Plunkett - The Buccaneer – Ralph Jester, Edith Head og John Jensen |
| Bedste Fotografering, Sort og Hvid | Bedste Fotografering, Farver |
| - Lænken – Sam Leavitt - Begær under elmene – Daniel L. Fapp - Jeg vil leve! – Lionel Lindon - Fra bord til bord – Charles Lang, Jr. - De unge løver – Joseph MacDonald | - Gigi – Joseph Ruttenberg - Auntie Mame – Harry Stradling, Sr. - Kat på et varmt bliktag – William Daniels - South Pacific – Leon Shamroy - Den gamle mand og havet – James Wong Howe |
| Bedste Klipning | Bedste Visuelle Effekter |
| - Gigi – Adrienne Fazan - Auntie Mame – William Ziegler - Cowboy – William A. Lyon og Al Clark - Jeg vil leve! – William Hornbeck - Lænken – Frederick Knudtson | - tom thumb – Tom Howard - Kampen under stillehavet – A. Arnold Gillespie og Harold Humbrock |

### Ærespris
- Maurice Chevalier

### Irving G. Thalberg Memorial Award
- Jack L. Warner